# Bilbergie nicí

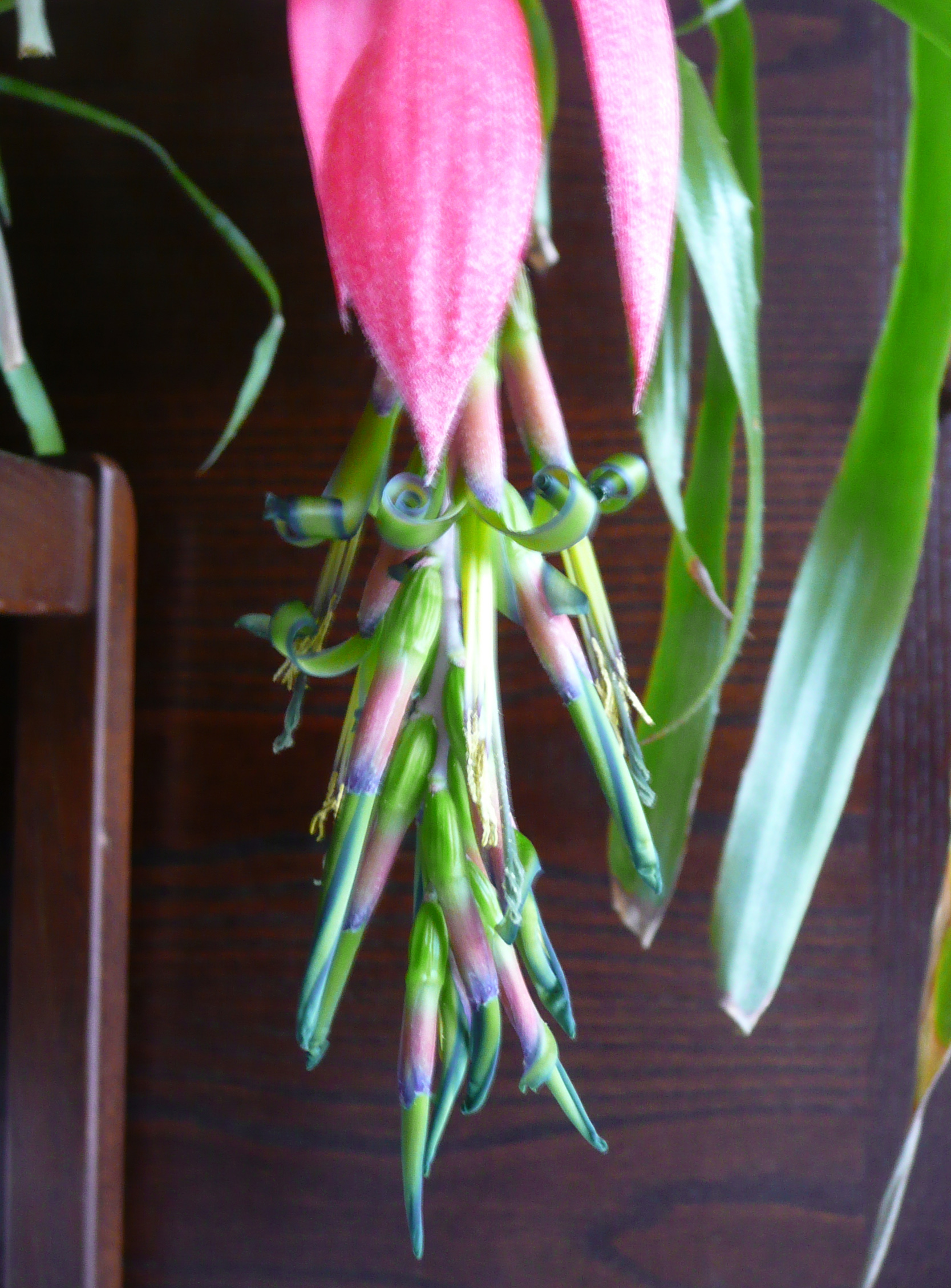
Rozkvétající květenství

Bilbergie nicí (Billbergia nutans) je vytrvalá tropická rostlina, která se v podmínkách mírného podnebí pěstuje jako pokojová rostlina. Bývá žádána jak pro úzké tmavozelené listy rostoucí v růžici, tak i pro obloukovitě převisající květenství tvořené zelenomodrými květy s červenými listeny. Oblíbena je také pro nenáročnost na pravidelnou péči. Je nejpěstovanějším druhem z rodu bilbergie. Pochází z vlhkých lesů Jižní Ameriky, konkrétně z Brazílie, Paraguaye, Uruguaye a severu Argentiny.

## Ekologie
V původním prostředí se jedná o epifytní rostlinu, která roste v korunách stromů vlhkých lesů. Z rostliny na které roste nečerpá žádné látky, kořeny používá jen k ukotvení. Vláhu a živiny získává hlavně svými listy, postačí dešťová voda a spláchnuté nečistoty z okolního prostředí. Roste dobře na plném slunci i v mírném polostínu. V dospělosti rostliny průběžně vykvétají po celý rok. Po odkvětu mateční rostlina odumírá, ale okolo již vyrůstají nové růžice listů, které lze s kouskem oddenku odebrat a založit novou rostlinu.

## Popis
Bilbergie nicí je epifyt, z jehož krátkého oddenku s několika kořeny vyrůstá trs kožovitých, úzce kopinatých až čárkovitých, žlábkovitě prohnutých listů, které v počtu 12 až 15 vytvářejí úzkou, trychtýřovitou růžici. Listy jsou 30 až 50 cm dlouhé a 1 cm široké, převisající, tmavozelené se stříbrným nádechem, na rubu šedavě šupinaté a po obvodě oddáleně ostnité.
Ze středu růžice vyrůstá šedá, převislá lodyha nesoucí květenství, řídký, obloukovitě převislý jednoduchý klas tvořený trubkovitými, asi 2 cm velkými květy. Korunní lístky jsou světle zelené a modře olemované. Nazpět obrácené kališní lístky jsou růžové s nazelenale modrými kraji. Spodní trojúhelníkovité listeny jsou zelené, horní sytě růžové. Květy obsahují nektar. Plody jsou bobule obsahující semena, která i v pokojových podmínkách při vyšší teplotě dobře klíčí.

## Význam

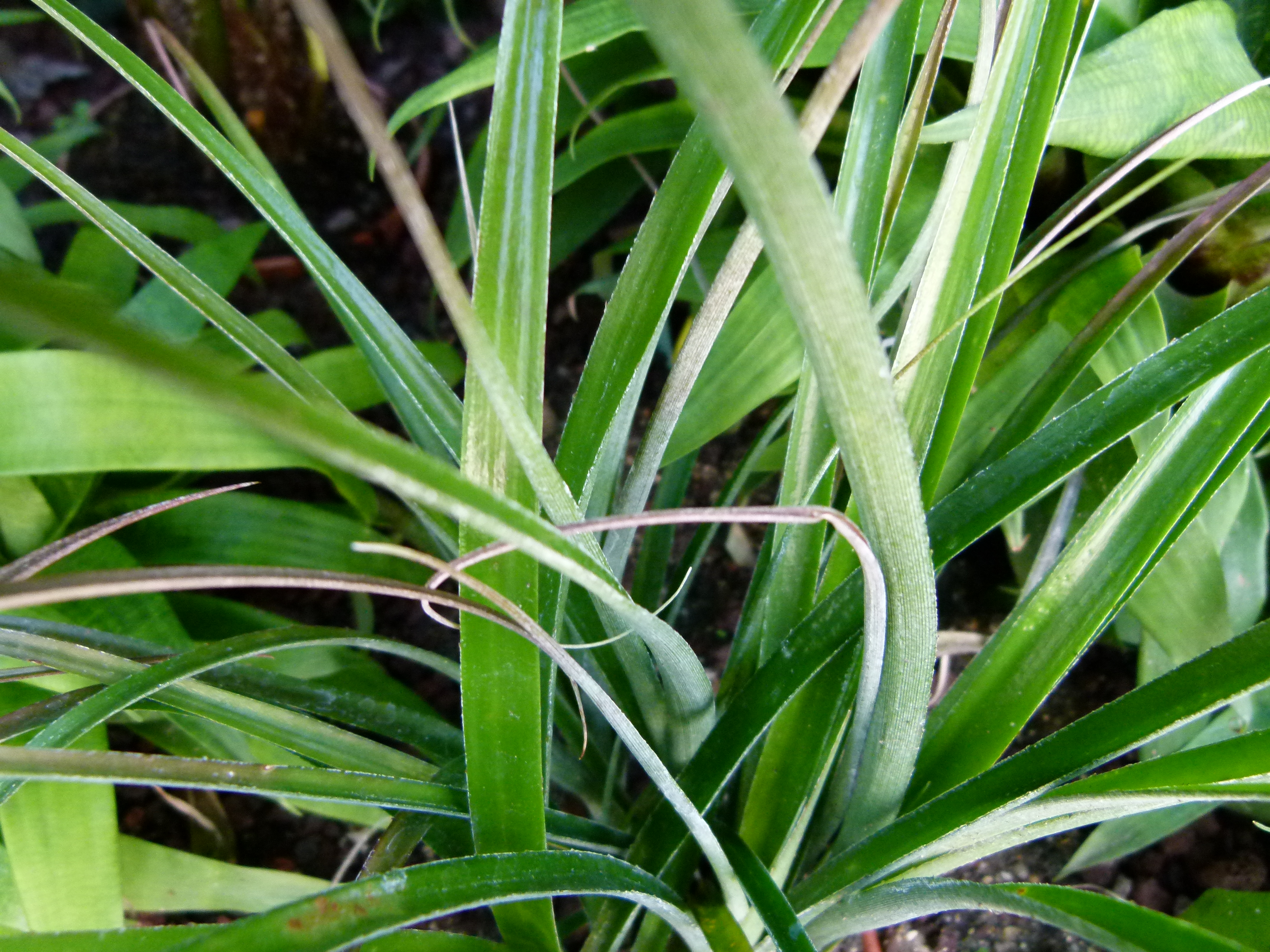
Listy

Stálezelená vytrvalá rostlina, která se mimo subtropy a tropy hojně pěstuje v interiéru. Používá se pro světlá a teplá stanoviště, sází se do závěsných nádob nebo klasických květináčů do kypré, propustné, mírně kyselé půdy, která je udržována jen mírně vlhká až suchá. Byly vyšlechtěny pestrolisté variety, které však nelze rozmnožovat semeny, ale jen oddělky vyrůstajícími na kořenovém krčku po odkvětu.
Žádá světlé místo se zimní teplotou okolo +15 °C a letní +25 °C. Protože téměř nepřijímá vláhu kořeny, je vhodné zalévat do listové růžice, odkud vodu listy nasává. Ideální je rosení a občasné hnojení na list. Velikou předností bilbergie nicí je minimální náročnost na pravidelnou péči, přečká i dlouhodobé opomenutí, uhyne snad jen ve vodě nebo v chladu.